# قمری زمینی معمولی
قمری زمینی معمولی (نام علمی: Columbina passerina) نام یک گونه از سرده قمری‌های زمینی آمریکایی است.